# Rosa Zárate
Rosa Zárate, également connue comme Quinindé, est une ville de la province d'Esmeraldas, en Équateur, chef-lieu du canton de Quinindé. En 2022, elle comptait 31 120 habitants.

## Géographie
La commune de Rosa Zárate  est située dans les basses terres côtières du nord-ouest de l'Équateur, à l'ouest de la Cordillère Occidentale. Au nord-est, la commune est bordée par le Río Guayllabamba (de). Le Río Blanco traverse la région en direction principalement du nord, passant par la ville principale de Quinindé, où le Río Quinindé coule depuis la gauche. L'autoroute E20 (Santo Domingo de los Colorados – Esmeraldas) passe par Rosa Zárate.
La commune de Rosa Zárate borde la commune de Cube au nord-est, la commune de Chura au centre-nord , la commune de Malimpia au nord-est, le canton de Cotacachi (province d'Imbabura) à l'est, le canton de Puerto Quito (province de Pichincha) au sud-est, la commune de La Unión au sud, la commune de Pedernales (province de Manabí) au sud-ouest et la commune de Cojimíes (province de Manabí) au centre-ouest.

## Histoire
La commune de Rosa Zárate a été fondée en octobre 1916. Le nom vient de Rosa Zárate (1763 - 17 juillet 1813), qui a participé à la lutte pour l'indépendance de l'Équateur et a été tuée par l'armée royaliste espagnole. Jusqu'en 1967, Quinindé était une paroisse du canton d'Esmeraldas  Le 3 juillet 1967, l'assemblée nationale équatorienne publie, dans le registre officiel, le décret de création du canton de Quinindé. Rosa Zárate deviendra alors la paroisse urbaine du canton. Les autres paroisses rurales du canton (Malimpia, Cube, Chura et Viche) seront crées par le même décret.